# سوق صحار
سوق صحار أحد أسواق العرب القديمة التي لا تزال قائمة حتى الآن، يقع في مدينة صحار شمال سلطنة عمان، كان يقام في العاشر من رجب بعد انفضاض سوق حباشة ويستمر لمدة عشرين يوما، وهو من الأسواق الخاصة بمن حولها ونادرا ما يقصدها التاجر البعيد.

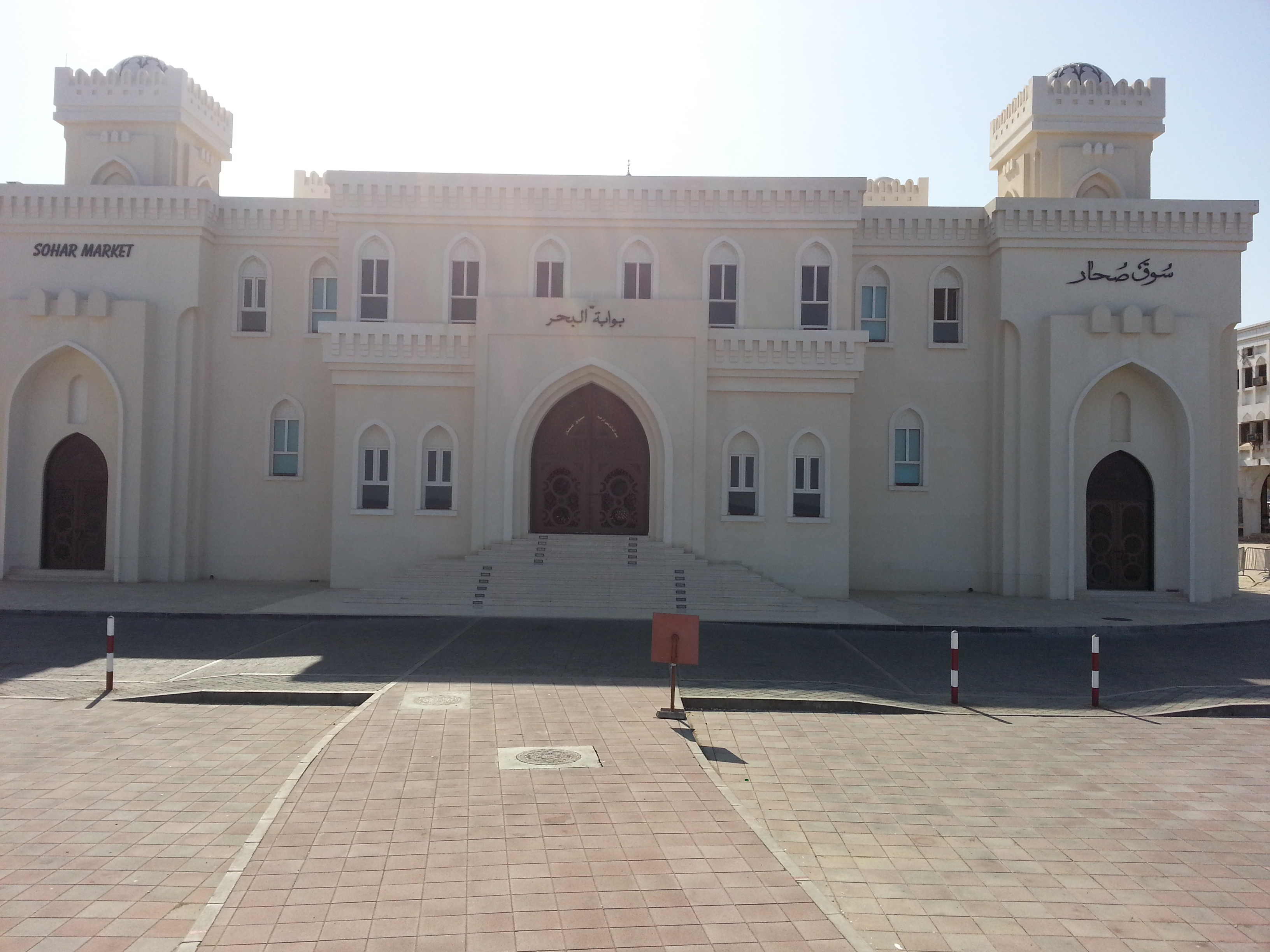
المدخل الأقرب للبحر

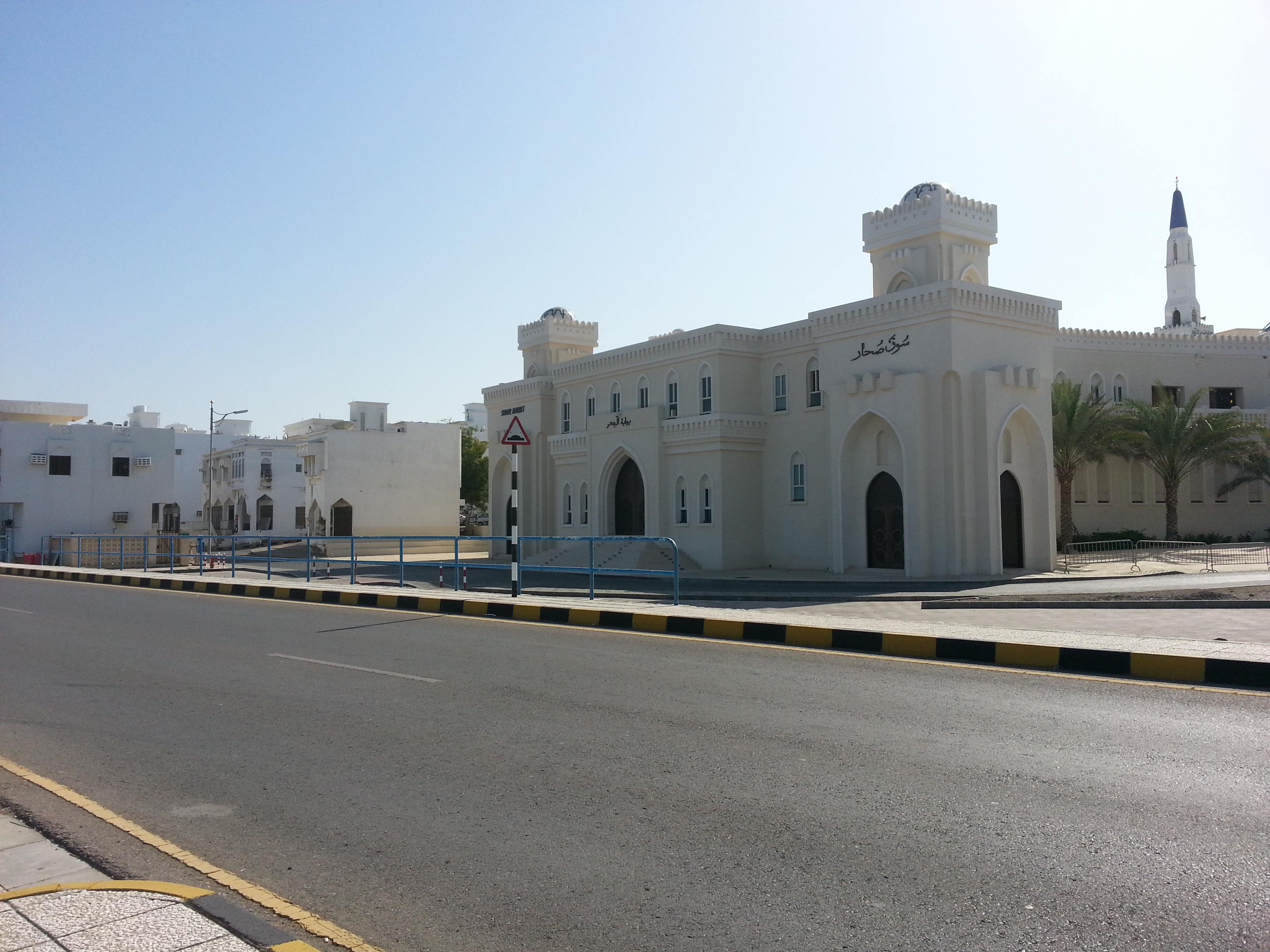
محاذي للسوق

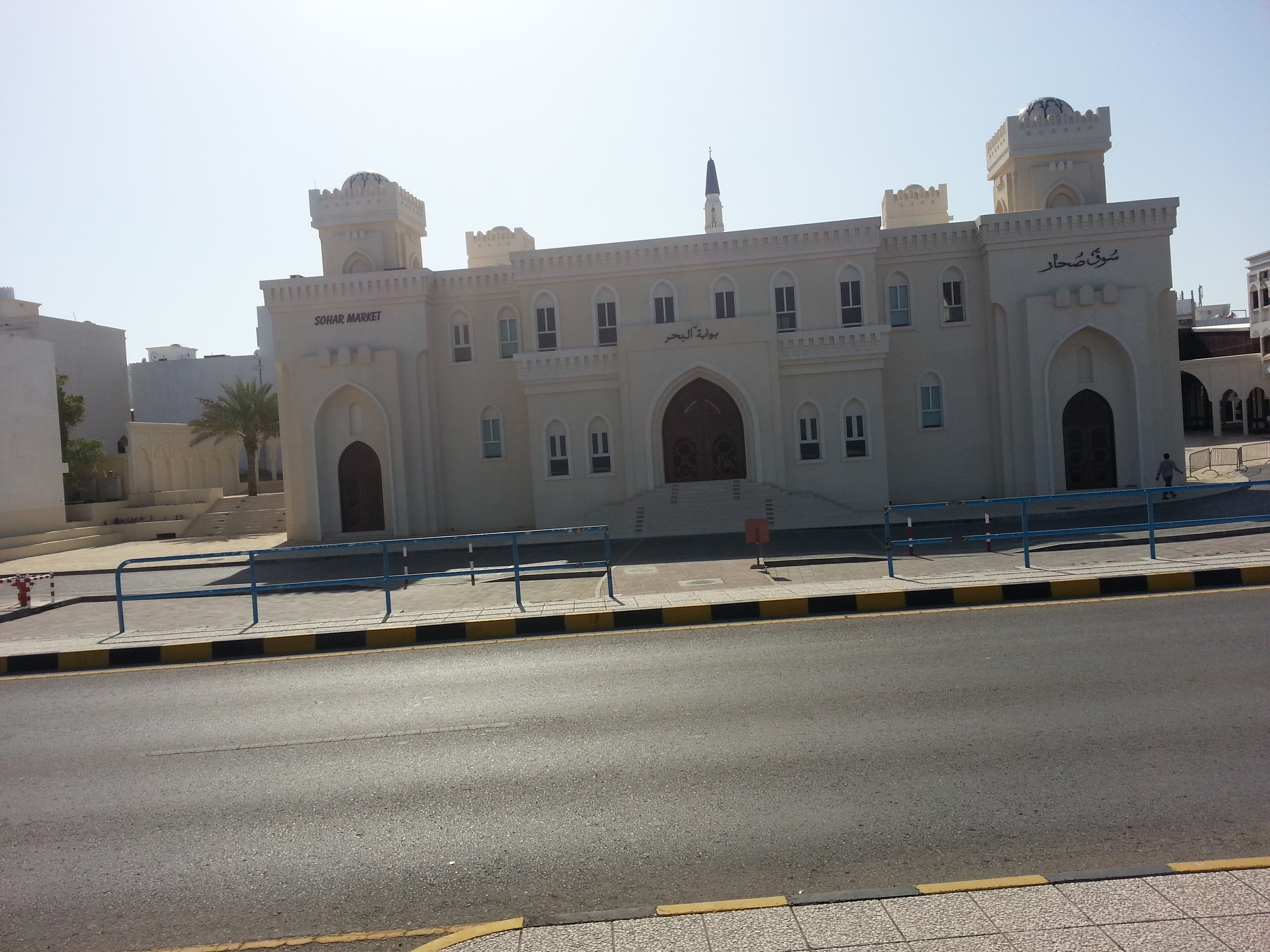
بوابة البحر

## إحياء السوق
كانت صحار في ستينات القرن الماضي وبداية السبعينات سوق تجاري يعج بالزبائن في سوق تقليدي يضم محلات لبيع السمك الطازج والمجفف ومشتقاته ويبيع الحلوى العمانية والفضيات وغيرها، إلا أن السوق تعرض لعدة حوادث جعلت منه سوق مندثر، ومن أبرز الحوادث التعي تعرض لها السوق هو حريق ضخم سار على أغلب المحلات ودمرها ومن هنا بدأت حكاية جديدة لسوق صحار التجاري المحاذي لقلعة صحار وسوق الحرفين الآن. بعد أن أندثر السوق القديم بدأت الحكومة محاولات لإحيائه مرة أخرى وبالفعل تم هدم السوق القديم وافتتاح محلات تجارية حديثة مكانه إلا أن السوق الجديد لم ينجح مثل سوق صحار القديم وفي العام 2011 بدأت الحكومة تنفيذ مشروع جديد أطلقت عليه مشروع سوق صحار التاريخي، ويقع السوق بالقرب من كورنيش صحار وقلعة صحار وسوق القلعة.و في عام 2013 تم افتتاح سوق تجاري  في الولاية لإحياء تراث الأجداد حيث تم مراعاة أن يكون الجانب المعماري لمبنى السوق مستمد من التاريخ العماني ومنقش بنقوش إسلامية.

## موقع السوق
```
يقع سوق صحار التاريخي في منطقة الحجرة على مساحة 4575 متراً مربعاً، ويحاذي السوق 
كورنيش
 صحار ويقع في منطقة تجارية تضم سوق 
الجمعة
 التقليدي وسوق القلعة للتجارة والحرف التقليدية ومجموعة من المطاعم والمقاهي ومحلات خياطة الملابس الرجالية وجامع صحار ومكتب والي صحار.يحتوي سوق صحار التاريخي على أربع بوابات كبيرة، تربط الأولى السوق بالمباني القديمة من الجهة الشمالية وتنتهي عند الخور، أما الثانية فتقع في الجهة الجنوبية وتبدأ من السوق مروراً بالمسجد والمباني القائمة وتنتهي عندالبنك البريطاني، أما الثالثة والرئيسية فتقع في الجهة الشرقية المواجهة لكورنيش صحار، والرابعة فتسمى بوابة الحجرة وتقع في الجهة الغربية، حيث إن التصاميم الهندسية لمشروع 
سوق
 صحار التاريخي مستوحاة من الأشكال المعمارية والتفاصيل التراثية القديمة لسوق صحار القديم وقلعة صحار التاريخية.
[
3
]
```

## مكونات السوق
يتكون سوق صحار التاريخي الجديد من طابقين، حيث يحتوي الطابق الأول على 26 محل تجاري ومطعمين ومعرض يحتوي مجموعة من الصور التي تروي أحداث تاريخية لصحار ومجموعة من الكتب التي تتحدث عن سوق صحار وأهميته وتاريخه وبعض الصكوك القديمة، كما أن مبنى السوق مستوحى من مبنى قلعة صحار وبعض المباني التاريخية العربية.و للسوق أربع بوابات هي نفس البوابات السابقة التي كانت تمثل مداخل السوق القديم وهي بوابة الكورنيش من الجهة الشرقية، وبوابة السوق من الجهة الغربية، وبوابة الخور من الجهة الشمالية إلى جانب بوابة الفرضة من الجهة الجنوبية وتم ربط المحلات التجارية القائمة حاليا بأجنحة عبارة عن مظلات مغطاة تربط هذه المحلات بالسوق الرئيسي لمشاركتها في الحركة التجارية وتفرعها لجميع المحيط التجاري الحيوي للسوق. الجدير بالذكر أن السوق مكيف ومنار بإنارة حديثة ويزين ممراته نقوش إسلامية .

## صعوبات تواجه السوق
منذ أن اندثر سوق صحار القديم لا زالت الأسواق التي تبنى في نفس المكان تواجه صعوبة في التسويق، حيث يخلو السوق في هذه الأوقات من المستأجرين والزبائن وتحتاج إلى المزيد من التفكير في كيفية تحسين وإعادة إنعاش السوق القديم بحلته الجديدة.

## اقرأ أيضا
- صحار
- قلعة صحار
- سلطنة عمان

1. ↑  سعيد الأفغاني، أسواق العرب في الجاهلية والإسلام، 5 أغسطس 2020
2. ↑  سوق صحار التاريخي – جماهير صحار نسخة محفوظة 01 يوليو 2017 على موقع واي باك مشين.
3. ↑  توعويات : سوق صحار التاريخي يحتضر – جريدة عمان نسخة محفوظة 12 يناير 2017 على موقع واي باك مشين.
4. ↑  مدير دائرة التصميم المعماري ببلدية صحار لـ"الشبيبة": سوق صحار الجديد ليس مشروعا ربحيا.. وإعادة الروح إلى السوق القديم هدفنا الرئيسي - جريدة الشبيبة نسخة محفوظة 5 أغسطس 2020 على موقع واي باك مشين.